# Ranunculus fiorii
Ranunculus fiorii är en ranunkelväxtart som beskrevs av Sandro Alessandro Pignatti och A. Soldano. Ranunculus fiorii ingår i släktet ranunkler, och familjen ranunkelväxter. Inga underarter finns listade i Catalogue of Life.